# Una canaglia a tutto gas
Una canaglia a tutto gas (Smokey and the Bandit II) è un film statunitense del 1980 diretto da Hal Needham.
Si tratta del sequel del film Il bandito e la "Madama" (Smokey and the Bandit), diretto dallo stesso regista Hal Needham e datato 1977.

## Colonna sonora
L'album di colonna sonora Smokey and the Bandit 2: Original Soundtrack è stato pubblicato nel 1980 dalla MCA Records con la produzione di Jerry Kennedy e Snuff Garrett.

### Tracce
1. Texas Bound and Flyin' (Jerry Reed) – 2:18 (Jerry R. Hubbard)
2. Charlotte's Web (The Statler Brothers) – 2:55 (Cliff Crossord, John Durrill, Snuff Garrett)
3. To Be Your Man (Don Williams) – 3:53 (Danny Flowers, Don Williams)
4. Ride Concrete Cowboy, Ride (Roy Rogers and The Sons of the Pioneers) – 2:55 (Cliff Crossord, John Durrill, Snuff Garrett)
5. Deliverance of the Wildwood Flower (The Bandit Band) – 1:54 (Al Capps, Hank Moonjean, Hal Needham)
6. Pecos Promenade (Tanya Tucker) – 2:27 (Larry Collins, Sandy Pinkard, Snuff Garrett)
7. Here's Lookin' at You (Mel Tillis) – 3:14 (Sandy Pinkard, John Durrill, Sam Atchley)
8. Do You Know You Are My Sunshine (The Statler Brothers) – 2:12 (Don Reid, Harold Reid)
9. Again and Again (Brenda Lee) – 2:39 (Ben Peters)
10. Let's Do Something Cheap and Superficial (Burt Reynolds) – 2:20 (Richard Levinson)
11. Tulsa Time (Don Williams) – 3:10 (Danny Flowers)
12. Pickin' Lone Star Style (The Bandit Band) – 2:02 (Jerry Kennedy, Snuff Garrett)

## Sequel
Il film ha a sua volta un sequel, intitolato Smokey and the Bandit part 3, diretto da Dick Lowry e uscito nel 1983.